# Rose Schlösinger

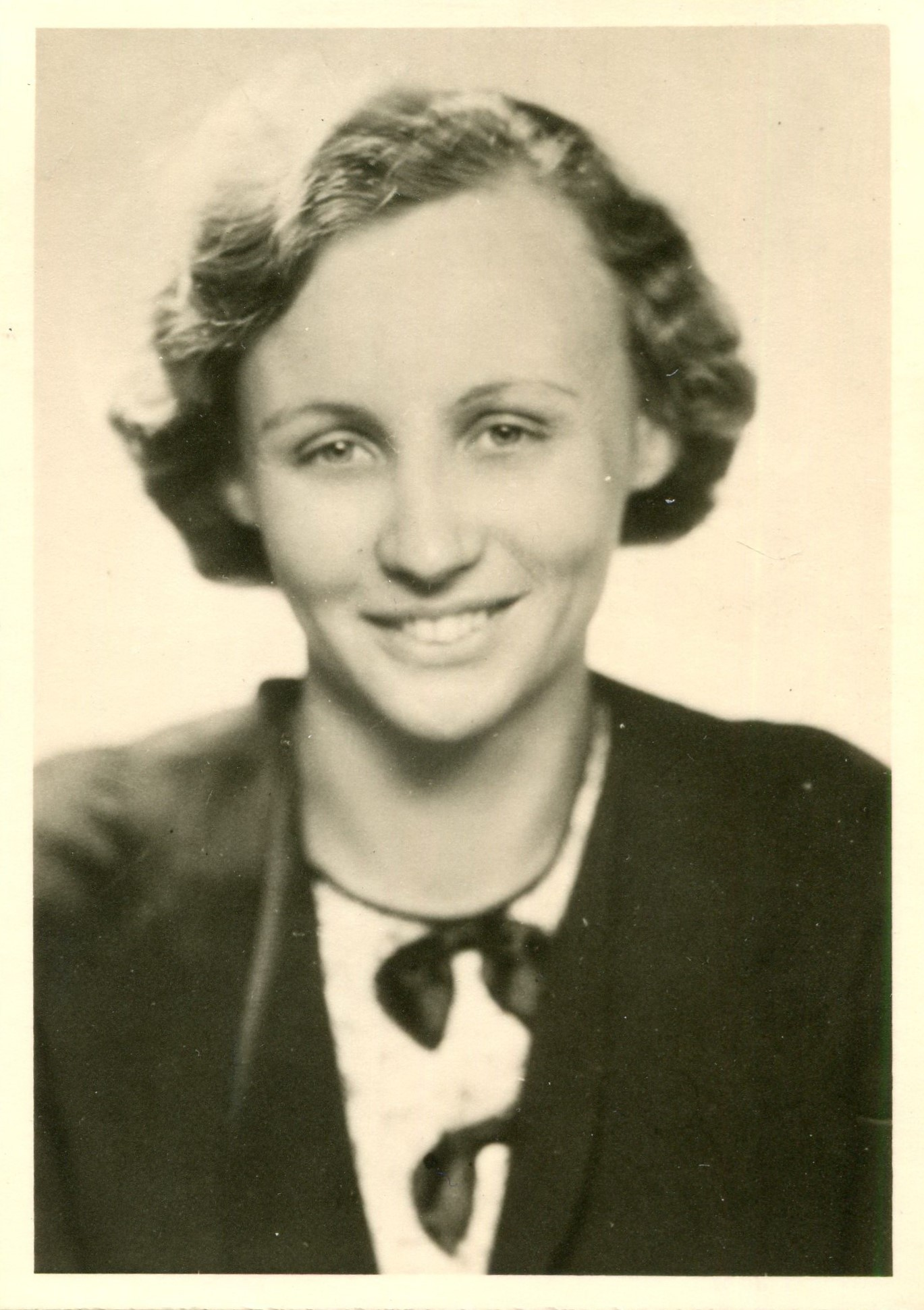
Rose Schlösinger, 1939

Rose Schlösinger, geborene Ennenbach, geschiedene Heinemann (geboren am 5. Oktober 1907 in Frankfurt (Main); gestorben am 5. August 1943 in Berlin-Plötzensee) war eine deutsche Widerstandskämpferin. Wie ihr Mann Bodo Schlösinger gehörte sie zum Berliner Widerstandskreis um Mildred und Arvid Harnack („Rote Kapelle“).

## Leben

### Jugend
Rose Ennenbach wuchs mit ihrer vier Jahre älteren Schwester Anna in der Münzenberger Straße im Frankfurter Nordend auf. Ihre Eltern waren die Kontoristin Sophie Ennenbach, geborene Schlösinger (1879–1962) und der Werkzeugmacher Peter Ennenbach (1872–1952). Nach Trennung der Eltern (1914) lebten die beiden Schwestern bei ihrer Mutter, die sich als linke Sozialdemokratin zunächst ehrenamtlich, seit 1912 beruflich in der Frankfurter Sozialarbeit engagierte. Seit 1909 Mitglied der SPD Hessen, organisierte Sophie Ennenbach am 19. März 1911 zusammen mit Alexandra Kollontai den ersten Internationalen Frauentag in Frankfurt und reiste im September 1911 als Delegierte zur Frauenkonferenz und zum Parteitag der SPD nach Jena.

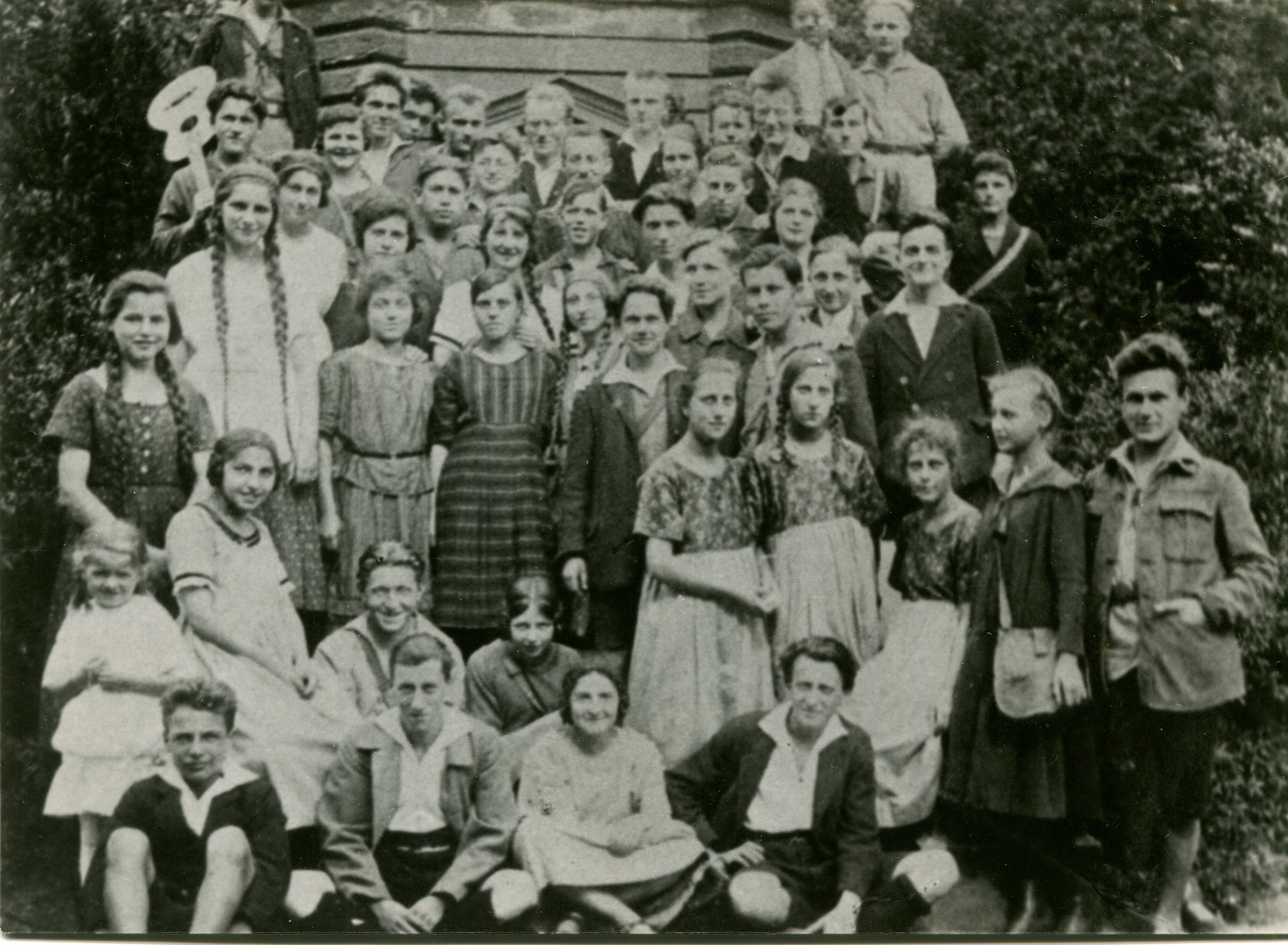
Rose Ennenbach (2. von rechts, stehend) bei der Sozialistischen Arbeiter-Jugend Frankfurt (Main), um 1920

Rose Ennenbach besuchte ab 1914 die Comeniusschule (heute IGS Nordend), ab 1918 das Frankfurter Lyzeum (Humboldtschule) und wollte eigentlich Lehrerin werden. Anfang der 1920er Jahre wurde sie – wie auch schon ihre Schwester – Mitglied der Sozialistischen Arbeiter-Jugend (SAJ). Dort fühlte sie sich sehr viel wohler als unter den „höheren Töchtern“ und „Studienrätinnen mit stets frisch gebügelten und gestärkten Blusen“ der Humboldtschule, wollte nun nicht mehr Lehrerin, sondern Kindergärtnerin werden. So wechselte sie im Herbst 1922 zur Peters-Mittelschule und machte dort den mittleren Schulabschluss.

### Ausbildung
Nach der Ausbildung am Städt. Kindergärtnerinnenseminar in Frankfurt und am Fröbel-Seminar in Gießen (Hedwig Burgheim) hätte Rose Ennenbach mit einem glänzenden Abschlusszeugnis eine gut bezahlte Stellung bei einer reichen Familie bekommen können; aber sie bewarb sich beim Frankfurter Fürsorgeamt. Ab Mai 1926 war sie als Kindergärtnerin in verschiedenen kommunalen Kinderheimen tätig. Doch wollte sie nicht immer Kindergärtnerin bleiben. Deshalb besuchte sie vom 1. Oktober 1929 bis zum 31. Juli 1931 die Wohlfahrtsschule für Hessen-Nassau und Hessen,  die sie als „staatl. geprüfte Wohlfahrtspflegerin“ abschloss.

### Eheschließung – Geburt einer Tochter – Scheidung

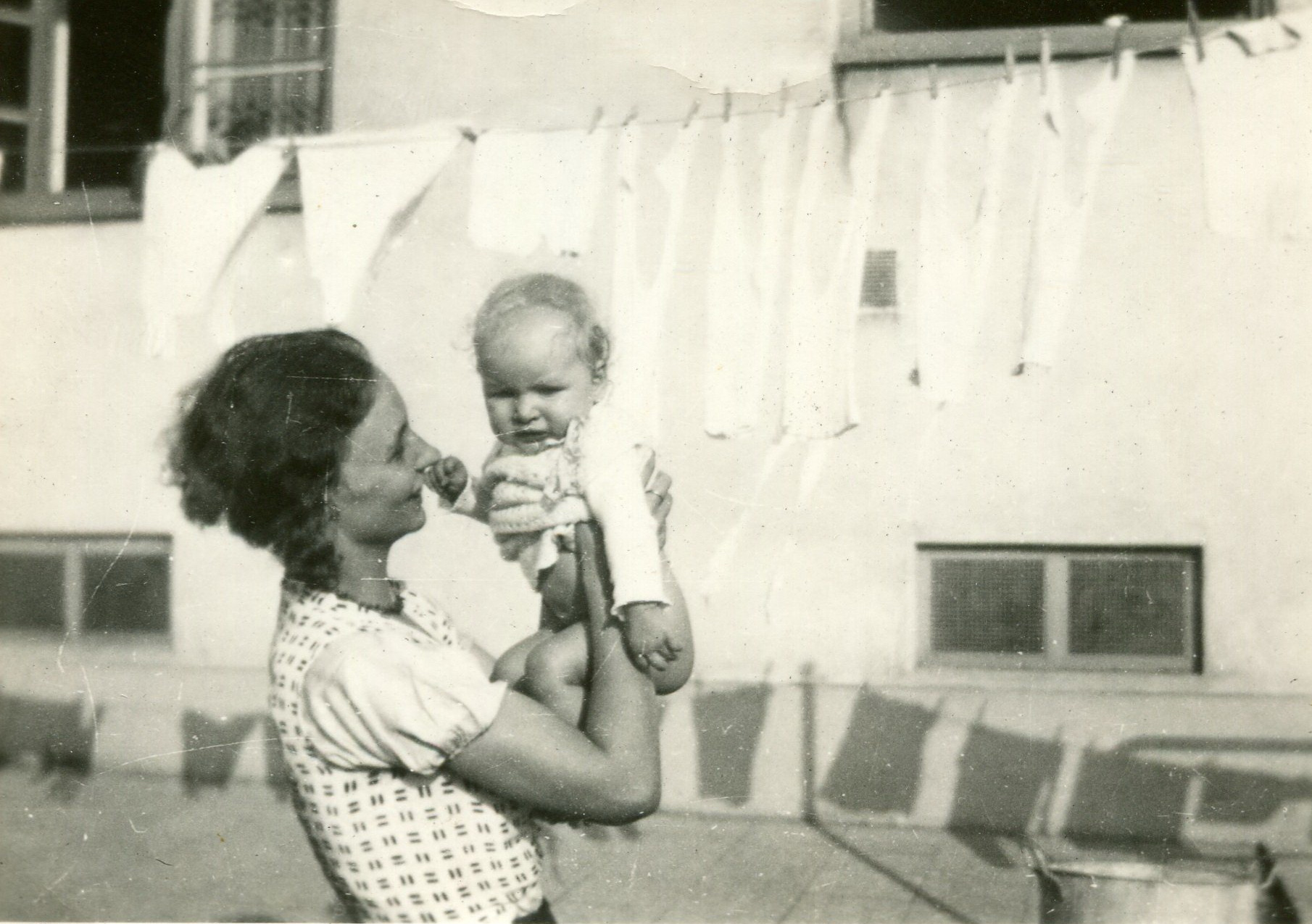
Rose Heinemann mit Tochter Marianne, 1932

In dieser Zeit hatte Rose Ennenbach den Studenten der Wirtschaftspädagogik an der Universität Frankfurt am Main, Friedrich Heinemann (1900–1944) aus Eschwege, kennengelernt – und war schwanger geworden. Heinemann hatte sich die Möglichkeit zum Studium hart erkämpft und wollte auch noch promovieren, das ging für ihn nicht mit Familie, aber Rose Ennenbach wollte das Kind. So gab es am 27. Juli 1931 eine „formale“ Eheschließung (damit das Kind nicht „unehelich“ würde), am 18. Januar 1932 wurde Marianne Heinemann geboren, am 23. November 1934 war die Scheidung vollzogen. Die „Eheleute“ lebten nie zusammen. Friedrich Heinemann blieb in seiner Studentenbude, Rose Heinemann wohnte mit dem Kind bei ihrer Mutter.
Sophie Ennenbach hatte sich in der Zwischenzeit als städtische Beamtin in vielfältiger Weise in der Arbeitsverwaltung speziell für Frauen engagiert und war 1928 – allerdings nur für ein Jahr – ehrenamtlich in die Frankfurter Stadtverordnetenversammlung gewählt worden. Sie wohnte jetzt in einer Neubauwohnung am Bornheimer Hang (Kettelerallee 57).

### 1933 und die Folgen
Nach der Machtübernahme der Nationalsozialisten wurde Rose Heinemann, die im November 1932 mit ihrem Berufspraktikum als Fürsorgerin im Frankfurter Fürsorgeamt begonnen hatte, mitgeteilt, dass ihre Beschäftigungszeit mit dem 30. April 1933 beendet sei. Auch ihre Mutter – obwohl Beamtin auf Lebenszeit – wurde sofort fristlos und ohne Bezüge entlassen. Beide bekamen nicht einmal Arbeitslosenunterstützung, Friedrich Heinemann zahlte keinen Unterhalt. So musste eine billigere Wohnung bezogen werden.
Rose Heinemann bemühte sich verzweifelt, irgendeine Beschäftigung zu finden; in kostenlosen Erwerbslosenkursen lernte sie Stenografie und Blindschreiben auf der Schreibmaschine. Zufällig entdeckte sie im Herbst 1934 am Kiosk eine Zeitungsanzeige, in der die Wanderer-Werke in Chemnitz-Schönau eine Schreibmaschinen-Einschreiberin suchten. Sie schrieb eine Bewerbung, wurde zur Vorstellung eingeladen und konnte noch vor Weihnachten anfangen; ihre kleine Tochter musste sie bei der Großmutter zurücklassen.
In der Firma merkte man schnell, dass Rose Heinemann mehr konnte als Schreibmaschinen einzuschreiben; sie bekam einen festen Arbeitsvertrag als Stenotypistin in der Verkaufsabteilung. So konnte sie schon Ostern 1934 ihre Tochter nach Chemnitz holen. Und als es mit der Pflegemutter dort nicht so richtig klappen wollte, bezog Sophie Ennenbach kurz vor Weihnachten 1936 in Chemnitz mit Tochter und Enkelin eine gemeinsame Wohnung.

### Heirat mit Bodo Schlösinger und Wechsel nach Berlin

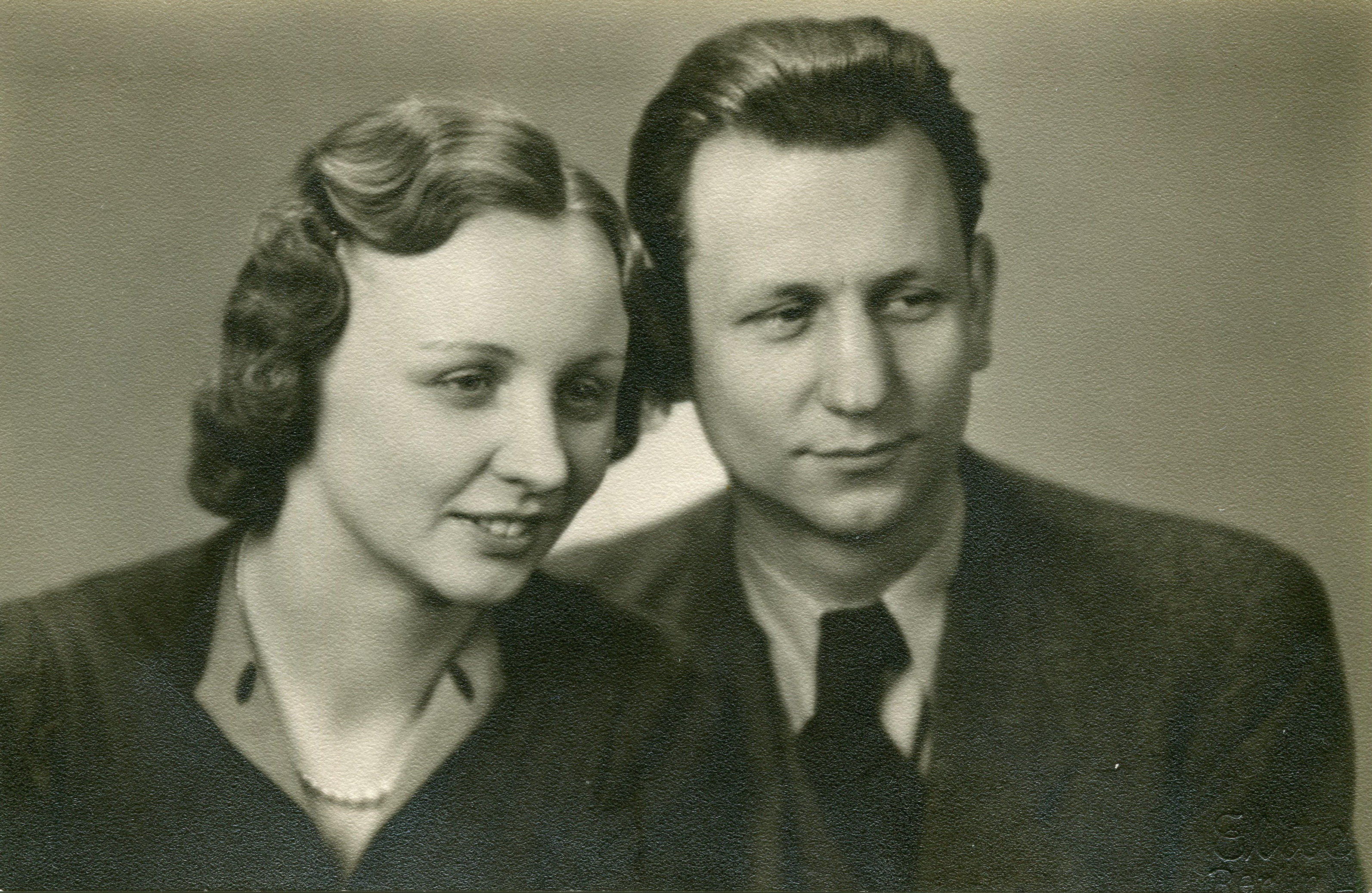
Rose Heinemann und Bodo Schlösinger, 1938

Rose Heinemanns Mutter hatte viele Geschwister; einer ihrer Brüder, Willy Schlösinger (1884–1956), wohnte in Berlin, und seine beiden Söhne, Bodo (1908–1943) und Willi (1912–1995) besuchten die Tante in Chemnitz. Dann kam Bodo allein und immer öfter; schnell wurde klar, ihm ging es um die Cousine, und Rose Heinemann schien nicht abgeneigt. Am 3. April 1938 verlobten sich die beiden, am 10. Juni 1939 wurde in Chemnitz geheiratet. Rose, von jetzt an Schlösinger, wechselte einen Monat später zur Berliner Zentrale der Wanderer-Werke in der Kochstraße. Dort war sie zunächst in verschiedenen Abteilungen als Stenotypistin beschäftigt; ab 1. April 1941 wurde sie zur „Sekretärin der Geschäftsleitung“ befördert.

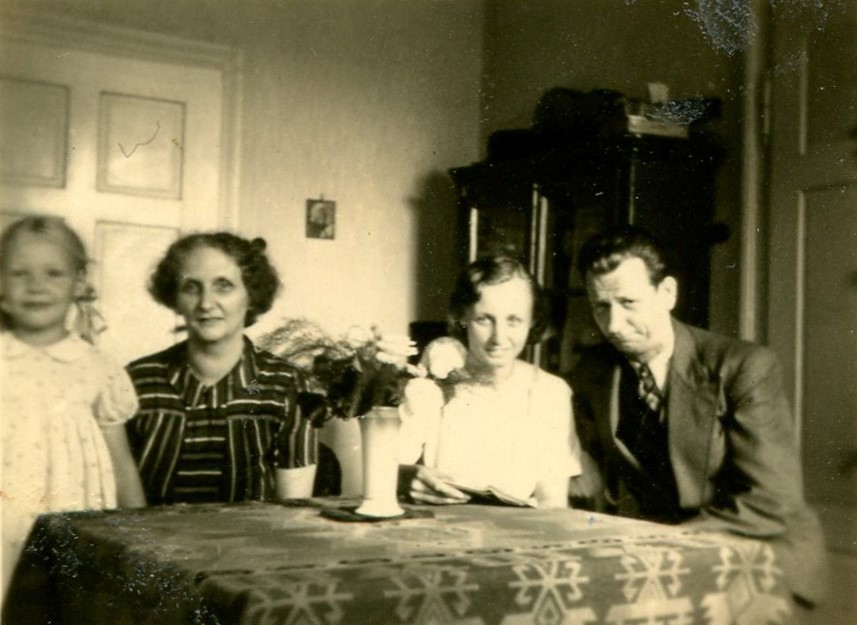
Rose und Bodo Schlösinger, Sophie Ennenbach, Marianne Heinemann, 1939

Zum 1. September 1939 hatte Sophie Ennenbach als Haushaltsvorstand eine Wohnung in der Sebastianstraße 42 (Berlin-Mitte) angemietet, in die sie mit Rose und Bodo Schlösinger und Roses Tochter Marianne Heinemann einzog.

## Widerstand

### Aktivitäten
Gleich nach ihrem Umzug nach Berlin war Rose Schlösinger – und auch Sophie Ennenbach – von ihrem Mann in den Widerstandskreis um Mildred und Arvid Harnack eingeführt worden. Zu diesem Kreis gehörten neben den ehemaligen Abendschülern Bodo Schlösinger, Karl Behrens, Wilhelm Utech und Paul Thomas und deren Ehefrauen Clara Behrens und Martha Utech auch zeitweilig der Fabrikant Leo Skrzypczynski sowie Falk Harnack und Wolfgang Havemann. Die Gruppenzusammenkünfte fanden an verschiedenen Orten statt, zunächst bei Harnacks, dann häufig in der Wohnung von Behrens, wo sie als „Familienfeste“ getarnt wurden. Es wurden grundlegende Werke der Klassiker des Marxismus-Leninismus behandelt und regelmäßig die aktuelle politische Lage besprochen, mitunter auch ausländische Radiosender gehört.

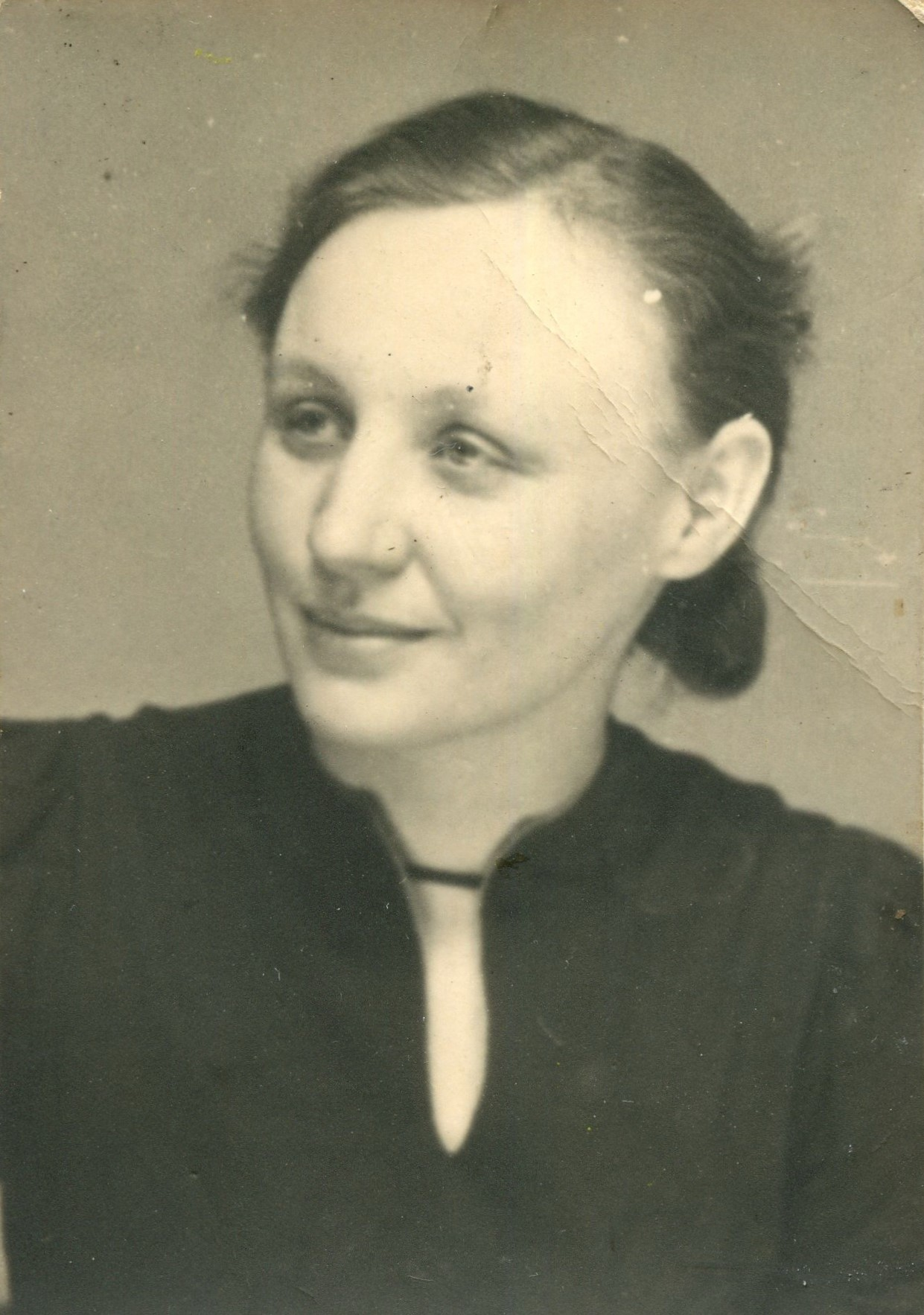
Rose Schlösinger, um 1941

Rose Schlösinger übernahm bald schon besondere Aufgaben: Clara Behrens gab später zu Protokoll: „Im einzelnen kann ich diese Dinge nicht aufzeigen, da wir nur wußten, daß sie eine Sonderstellung einnahm, unter Anleitung von Arvid [Harnack] und außerdem während seiner Abwesenheit unsere Gruppe zu leiten hatte.“ 1947 bezeugte Greta Kuckhoff: „Sie [Rose Schlösinger] schreibt auf ihrer Maschine Arvids Wirtschaftsanalysen, darunter eine grundlegende Arbeit über die Zielsetzung aller wirtschaftlichen Maßnahmen auf den Krieg und die geplante Ausbeutung der zu besetzenden Länder hin.“ Und – nach Wilhelm Utech – war Rose Schlösinger die einzige Frau, die an konspirativen Treffen mit Arvid Harnack im Grunewald teilnahm. Nachdem Karl Behrens – wie auch Bodo Schlösinger und andere Männer der Gruppe – zur Wehrmacht eingezogen worden war, übernahm es Rose Schlösinger, verschlüsselte Nachrichten von Arvid Harnack zum Funker Hans Coppi zu bringen.
Zuvor schon hatte sich Rose Schlösinger gegen den nationalsozialistischen Zeitgeist zur Wehr gesetzt. Mit Zunahme der britischen Luftangriffe auf Berlin hatte sie zugestimmt, dass ihre Tochter im Oktober 1940 im Rahmen der Kinderlandverschickung (KLV) bei einer Familie im Sudetenland untergebracht wurde. Doch als sie merkte, dass Marianne ihr dort immer mehr entfremdet wurde, setzte sie sich in den Zug und holte sie am 22. Juni 1941 nach Berlin zurück.

### Verhaftung – Prozess – Hinrichtung
Ende August 1941 war von der deutschen Abwehr ein Funkspruch des sowjetischen militärischen Nachrichtendienstes abgefangen worden, der aber erst ein Jahr später entschlüsselt werden konnte. Er enthielt Namen, Wohnadressen und Telefonnummern von Adam und Greta Kuckhoff, Harro und Libertas Schulze-Boysen, sowie Hinweise auf Arvid Harnack und Elisabeth Schumacher. Damit geriet auch Rose Schlösinger in den Fokus der Gestapo, die Ende August 1942 mit der Verhaftungswelle gegen die „Rote Kapelle“ in Berlin begann.
Am 18. September 1942 wurde Rose Schlösinger in ihrer Wohnung in der Sebastianstraße verhaftet. Die 10-jährige Tochter Marianne, die der Gestapo die Wohnungstür geöffnet hatte, wurde von der Schwester, Anna Merkel, nach Frankfurt (Main). geholt, Sophie Ennenbach blieb in Berlin.
Die Maßnahmen gegen die Berliner Widerstandsgruppen („Rote Kapelle“), von Hitler, Himmler und Göring mit besonderer Aufmerksamkeit verfolgt, standen unter strikter Geheimhaltung. Erste Todesurteile (gegen Arvid Harnack, Libertas und Harro Schulze-Boysen, Elisabeth und Kurt Schumacher, Hans Coppi u. a.) wurden bereits am 22. Dezember 1942 vollstreckt.
Rose Schlösinger verbrachte fast ein ganzes Jahr in verschiedenen Berliner Gefängnissen:
- bis zum 30. März 1943 im Polizeigefängnis am Alexanderplatz;[19]
- bis zum 8. Mai 1943 im Gerichtsgefängnis Charlottenburg in der Kantstraße;[20]
- bis zum 5. August 1943 im Frauengefängnis Barnimstraße.[21]

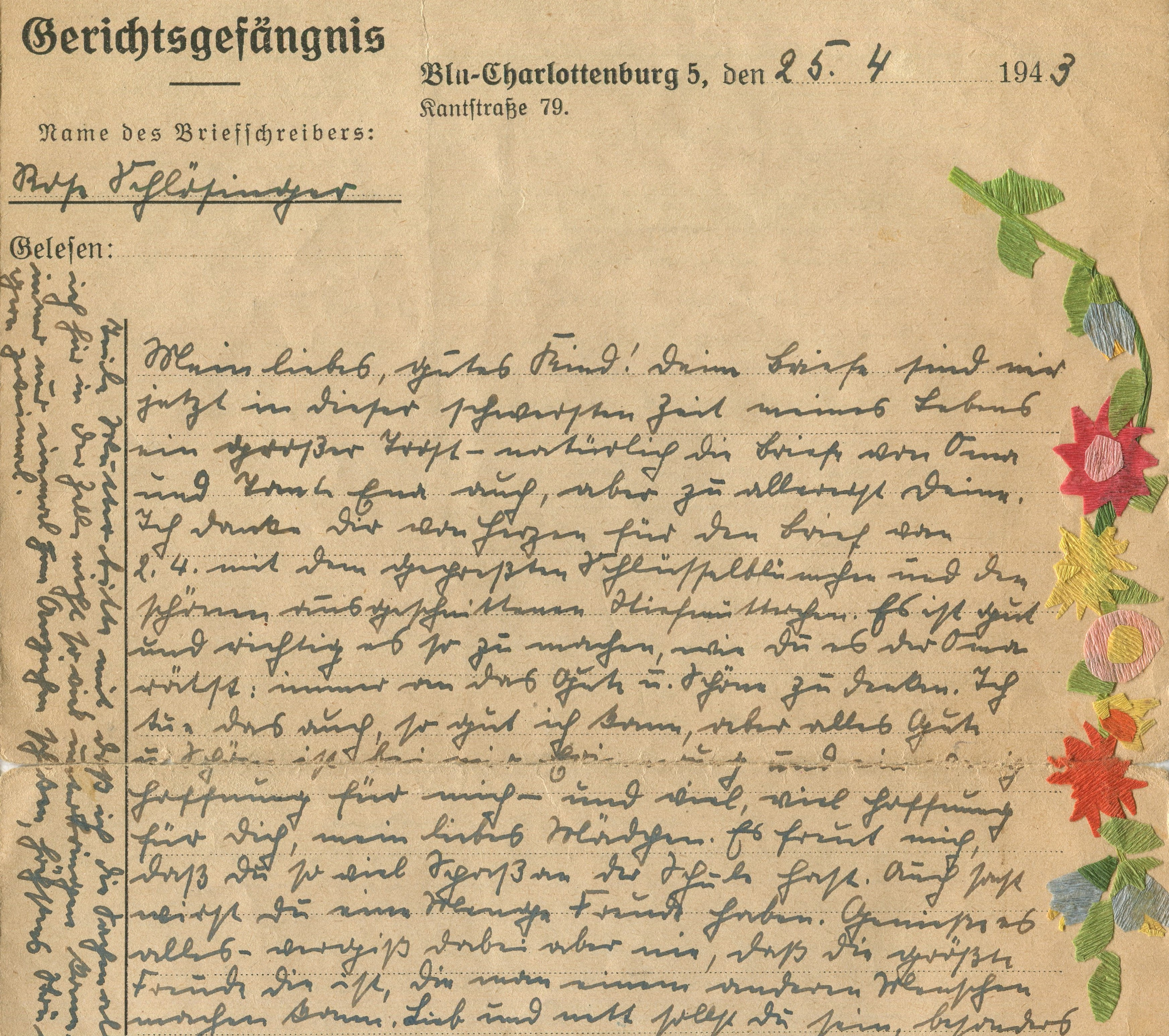
Osterbrief an Tochter Marianne, 1943

Aus dieser Zeit sind 18 Briefe und Kassiber erhalten, die Rose Schlösinger an Mutter (Sophie Ennenbach), Tochter (Marianne Heinemann) und Schwester (Anna Merkel) geschrieben hat – berührende Zeugnisse ihrer Lebenskraft und Menschlichkeit.
Am 19. Januar 1943 begann der Prozess vor dem 2. Senat des Reichskriegsgerichts (RKG) gegen Rose Schlösinger. Mit angeklagt waren Karl Behrens, Hilde Coppi, Hans Henniger und Martha Schulze. Wie aus dem „Gestapo-Abschlussbericht“ hervorgeht, wurden ihr zwei Dinge vorgeworfen: Annahme von Geld, das Arvid Harnack von einem Vertreter der sowjetischen Botschaft in Berlin erhalten hatte und das Überbringen der verschlüsselten Nachrichten von Arvid Harnack zu Hans Coppi. Am nächsten Tag wurde Rose Schlösinger wegen „Spionage“ zum Tode verurteilt.
Nach Monaten des Wartens, schwankend zwischen Verzweiflung und Hoffnung, wurde Rose Schlösinger am 5. August 1943 vom Frauengefängnis Barnimstraße ins Strafgefängnis Plötzensee gebracht und dort um 19.21 Uhr mit dem Fallbeil hingerichtet. Zwei Wochen zuvor, am 21. Juli 1943, war ein Gnadengesuch durch Hitler persönlich abgelehnt worden. Daraufhin hatte Admiral Max Bastian als Präsident des Reichskriegsgerichts („Gerichtsherr“) am 4. August 1943 die Vollstreckung des Todesurteils angeordnet.
Unmittelbar vor ihrem Tod schrieb Rose Schlösinger an ihre Mutter: „Es ist auch kein schlechter Gedanke zu wissen, daß ich davon bis zum letzten Moment davon [sic] überzeugt war, daß ich für meine Liebe gestorben bin – es ist kein schlechter Tod. Wir bleiben zusammen – das bißchen Sterben ändert daran nichts.“

## Ehrungen

### DDR
Ende September 1947 erschien im Neuen Deutschland (seit 2020 nd) ein Lebensbild von Rose Schlösinger, verfasst von Greta Kuckhoff, die mit ihr im Gefängnis war und überlebt hatte, deren Mann, Adam Kuckhoff, zusammen mit ihr in Plötzensee hingerichtet worden war.
Zum 20. Jahrestag der Gründung der DDR wurde Rose Schlösinger – neben anderen Mitgliedern der „Roten Kapelle“ – am 22. Dezember 1969 posthum mit dem sowjetischen Orden des Roten Sterns geehrt.
Am 6. Oktober 1984, einen Tag nach Rose Schlösingers 77. Geburtstag, wurde in Berlin-Lichtenberg ein staatliches Altenheim „Feierabendheim Rose Schlösinger“ benannt. Der Name wurde 1990 vom neuen Privateigentümer in „Domizil Berlin-Lichtenberg“ umgeändert.

### BRD (bis 1989)
1954 wurde in einem Sammelband mit Abschiedsbriefen und Aufzeichnungen des Widerstandes 1933–1945 – allerdings stark zensiert mit wesentlichen Auslassungen – ein Brief von Rose Schlösinger veröffentlicht, den sie am 23. Januar 1943 unmittelbar nach dem Todesurteil an ihre Tochter geschrieben und aus dem Gefängnis herausgeschmuggelt hatte.
Der Schriftsteller Rolf Hochhuth (1931–2020), der in erster Ehe mit der Tochter von Rose Schlösinger verheiratet war, schrieb 1962 die Novelle Berliner Antigone. Sie enthält zahlreiche Anklänge an das Lebensschicksal von Rose Schlösinger.
In Ausstellung und Katalog zum 100-jährigen Bestehen des Historisches Museum Frankfurt 1978 gab es einen Abschnitt „Leben und Sterben der Jugendgenossin Rosel“.

### BRD (ab 1990)
1992 erschien die von Regina Griebel, Marlies Coburger und Heinrich Scheel herausgegebene Foto-Dokumentation „Erfasst? Das Gestapo-Album zur Roten Kapelle“. Hier wurden erstmals ein differenzierter Lebenslauf und private Fotos veröffentlicht, die auch das familiäre Umfeld von Rose Schlösinger mit einbezogen.
In Frankfurt (Main) wurde 1994 eine Parkanlage im Stadtteil Bornheim – in deren unmittelbarer Nähe Rose Schlösinger 1928 bis 1933 bei ihrer Mutter Sophie Ennenbach gewohnt hatte – als „Rose-Schlösinger-Anlage“ benannt. Im selben Jahr wurde am 5. Oktober am Haus Münzenberger Straße 4, wo sie genau 87 Jahre zuvor geboren worden war und in dem sie die ersten 7 Jahre ihres Lebens verbracht hatte, eine Gedenktafel (gestaltet von dem Frankfurter Künstler Günter Maniewski) angebracht.

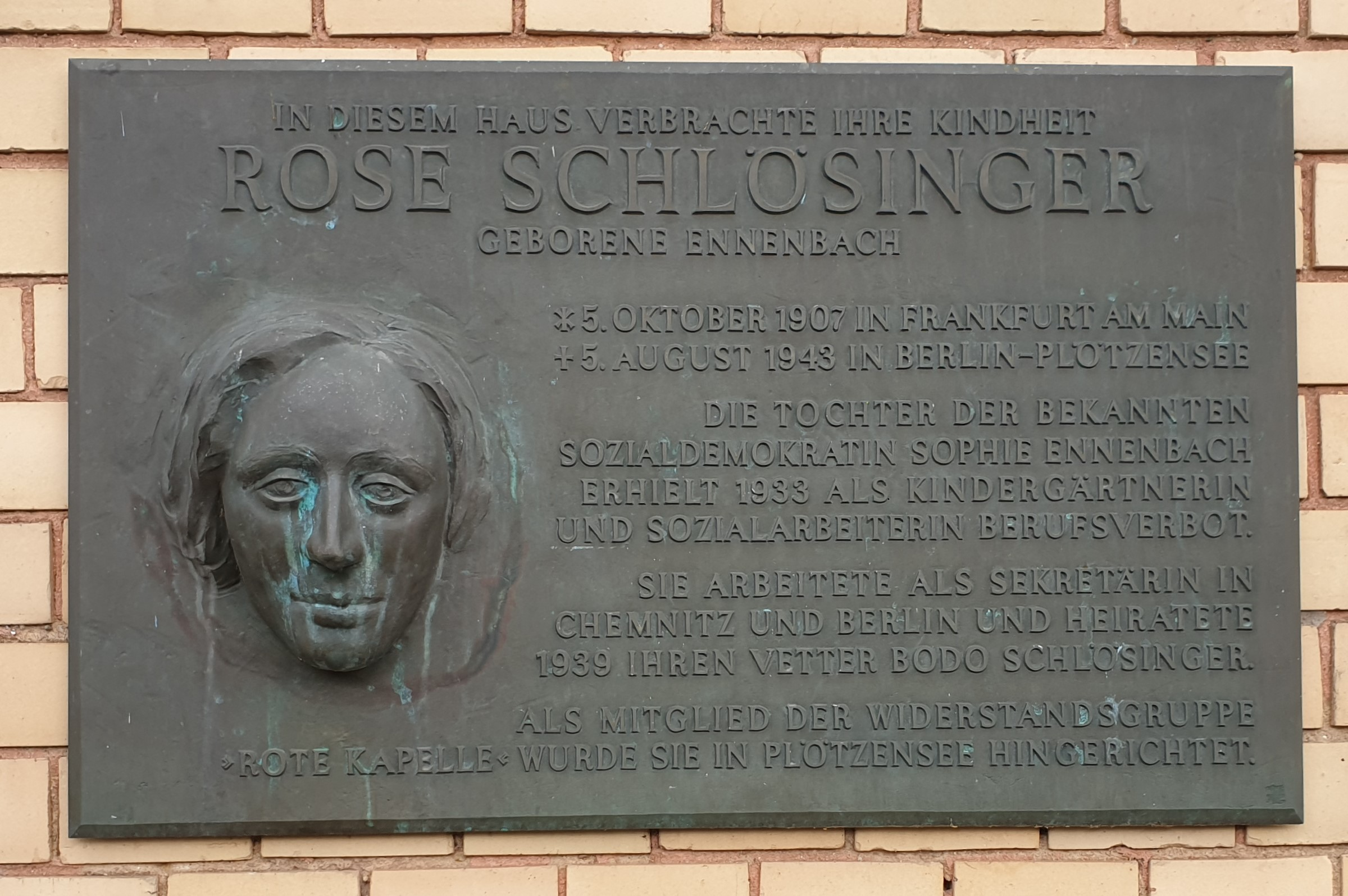
Bronzetafel am Geburtshaus in Frankfurt
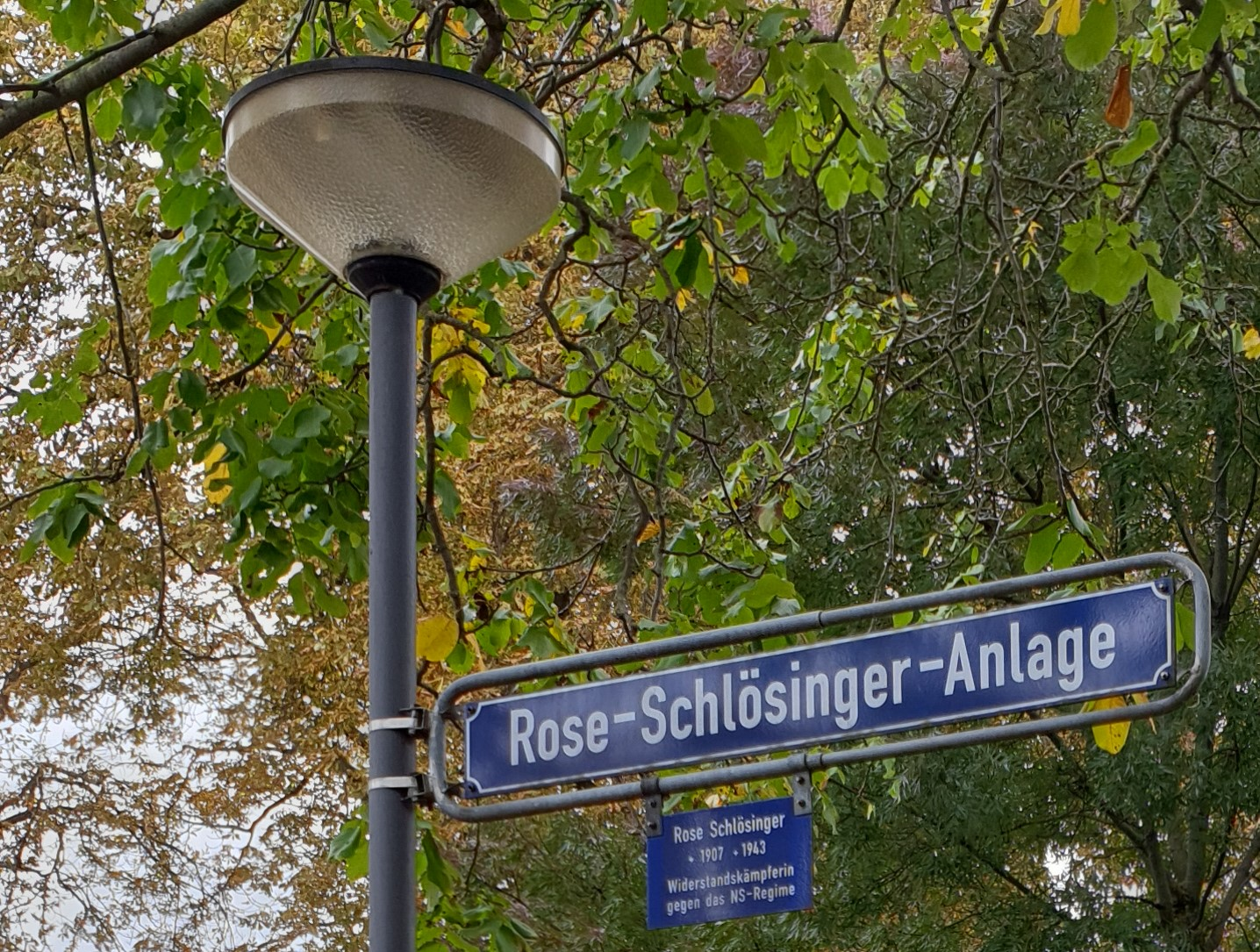
Straßenschild der Rose-Schlösinger-Anlage in Frankfurt
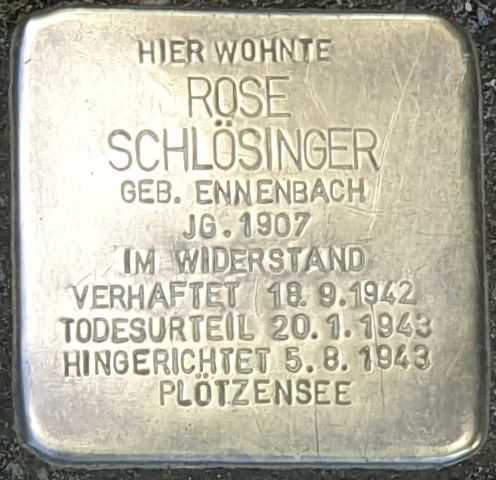
Stolperstein in Berlin-Mitte

Am 1. September 2018 wurde in der Sebastianstraße in Berlin-Mitte (wo das beim Luftangriff der Alliierten auf Berlin am 3. Februar 1945 völlig zerstörte Haus Nr. 42 gestanden hatte) ein Stolperstein für Rose Schlösinger verlegt.
Im September 2023 erschien im Lukas Verlag Berlin in einer von der Gedenkstätte Deutscher Widerstand herausgegebenen Buchreihe Frauen im Widerstand gegen den Nationalsozialismus als Band 3 von Gerhard Hochhuth: „Ich habe kein ‚Klassenbewusstsein‘ – nur Menschenbewusstsein“. Rose und Bodo Schlösinger und die Rote Kapelle. Dieser Band beschreibt Rose Schlösingers Lebensweg anhand zahlreicher bisher unveröffentlichter Dokumente.

## Nachlass
Der Nachlass von Rose Schlösinger (sowie der ihres Mannes Bodo und ihrer Mutter Sophie Ennenbach) wurde von Marianne Sideri-Heinemann, der Tochter von Rose Schlösinger, 2019 zunächst an Gerhard Hochhuth, von diesem dann nach Fertigstellung des Manuskriptes 2021 an die Gedenkstätte Deutscher Widerstand übergeben. Dort wird er als „Nachlass Schlösinger-Ennenbach-Sideri“ aufbewahrt.